# チームユーラシア
チームユーラシア（Team Eurasia）は、ベルギーを拠点に活動する自転車ロードレースチームである。2010年にチームNIPPO監督の大門宏が若手日本人選手育成のために創設した。監督は橋川健が務め、三浦恭資がアドバイザーとしてチームに携わる。メインスポンサーはNIPPO。その他日本企業数社、ベルギー企業数社が支援する。

## 所属選手

### 2014年
- 吉岡 直哉　    1991.12.23
- 清水 孝将　    1991.10.25
- 雨乞 竜己　    1992.1.4
- 中里 仁　　    1992.6.5
- 野島 遊　　    1995.9.19
- 金井 誠人　    1993.3.4

### 2013年
- 山崎 航　         1993.2.23
- 小石 祐馬　     1993.9.15
- 谷内田 涼　     1994.3.15
- 小森 亮平         1988.9.26
- 菱沼 由季典　  1992.3.5
- 中根 英登         1990.5.2

### 過去の主な所属選手
- 中村弦太
- 竹之内悠
- 大場政登志
- 藤岡徹也
- 中山卓士

## スタッフ
- 代表 - 大門宏 (TEAM NIPPO マネージャー)
- 監督 - 橋川健
- アドバイザー - 三浦恭資（KMオフィス代表）